# Pholeomyia longifacies
Pholeomyia longifacies är en tvåvingeart som beskrevs av Friedrich Georg Hendel 1933. Pholeomyia longifacies ingår i släktet Pholeomyia och familjen sprickflugor. Inga underarter finns listade i Catalogue of Life.